# Buis-sur-Damville
 Buis-sur-Damville  là một xã thuộc tỉnh Eure trong vùng Normandie miền bắc nước Pháp.